# Cigla
Cigla je obec na Slovensku, v okrese Svidník v Prešovském kraji. V obci žije 74 obyvatel.

## Poloha
Obec leží v oblasti severní části Nízkých Beskyd v údolí horního toku řeky Ondavy. Povrch je členitý, tvořený vrstvami flyše, svahových hlín a naplavenin řeky Ondavy a jejích přítoků. Zalesněné území má nadmořskou výšku v rozmezí 300 až 505 m n. m., střed obce je ve výšce 330 m n. m. V severovýchodní části leží kamenný útvar Kýčera (505 m n. m.).
Obec sousedí na severu s obcí Smilno a Mikulášová, na východě s obcí Dubová a na jihu s obcí Šarišské Čierné.

## Historie
Původní ves je pravděpodobně uváděná už v roce 1414 v listině krále Zikmunda Lucemburského, který potvrzoval Cudarovcům vlastnictví Makovického panství, které vlastnili od roku 1364. Ves je uváděná pod názvem Zobapathaka (Zobův potok). Ves byla založena na zákupním právu a první písemná zmínka s názvem Cekla pochází z roku 1427. Od 16. století ves vlastnili Seredyovci a v 19. století Batekovci. V roce 1427 ves platila daň z 44 port. Oblast se vylidnila v 15. století po vpádu polských vojsk, v roce 1711 útěkem poddaných a v roce 1916 byla polovina obce vypálená. V roce 1787 v obci žilo v 40 domech 229 obyvatel a v roce 1828 ve 44 domech 322 obyvatel.
Hlavní obživou bylo zemědělství a práce v lesích. V období 1912–1926 byl v obci činný mlýn, 1921–1930 byla v provozu pila a v letech 1925–1930 byly v provozu stoupy k výrobě oleje.

## Památky
V obci se nachází dvě kulturní památky Slovenska:
- Řeckokatolický kostel svatého Michaela archanděla z roku 1908. Jednolodní historizující stavba je uzavřená polygonálním závěrem a věží v západním průčelí.[7][8] Filiální kostel náleží pod řeckokatolickou farnost Šarišské Čierné, děkanát Bardejov archeparchie  prešovská.[9]
- Klasicistní kaple z roku 1805 s ikonou Madony z roku okolo 1700.[10][5]